# Chiesa di San Rocco (Bergamo, Città Alta)
La chiesa di San Rocco è un luogo di culto cattolico, posto nella parte alta della città di Bergamo all'incrocio tra via della Rocca e piazza Mercato delle Scarpe. La chiesa è stata soppressa al culto e è di proprietà dell'amministrazione comunale cittadina.

## Storia
La comunità di Bergamo nel 1513 fu colpita da una grave epidemia di peste e a devozione mariana fu edificata una piccola chiesa dedicata alla Madonna. Questa fu costruita sopra un'antica fontana del XIV secolo nel fabbricato che era precedentemente adibito a Tribunale dei Mercanti all'imbocco dell'antica via della Rocca. Nel Cinquecento la chiesa fu consacrata a dedicata a san Rocco con un primo rifacimento. Così come nel 1630 quanto la città fu nuovamente colpita dalla grande peste bubbonica, la chiesa fu soggetta a lavori di abbellimento. Alla fine del Seicento la chiesa  venne sconsacrata per essere poi riaperta per volontà della famiglia Salvioni nel 1797. 
Nel XIX secolo furono nuovamente eseguiti lavori di manutenzione e di rifacimento interno. La famiglia Salvioni abbandonò la gestione della chiesa ma, essendo la devozione del santo francese molto sentita in città, si continuarono a celebrare il 16 agosto, giorno dedicato a lui dedicato, le funzioni eucaristiche nel luogo di culto fino alla metà del XX secolo.
In seguito, tuttavia, la chiesa fu nuovamente chiusa, gli arredi furono rimossi e l'edificio divenne di proprietà comunale che ha allestito nell'aula una mostra di artisti moderni.

## Descrizione
Del piccolo oratorio rimane ben visibile all'occhio del visitatore il campanile posto sopra i tetti dei palazzi di piazza Mercato delle Scarpe avente la cella campanaria con quattro aperture centinate, opera del Settecento. L'accesso alla chiesa è sulla stretta via della Rocca. L'interno presenta una piccola navata a pianta rettangolare a cui si accede al presbiterio a pianta quadrata di dimensioni ristrette.
L'aula conservava la pala della Vergine addolorata tra i santi Rocco e Sebastiano realizzata da  Pietro Ronzelli  del 1588 in olio su tela, poi conservata nel duomo. Gli affreschi sono databili al 1856 realizzati da Giacomo Gritti ma molto deteriorati.
All'esterno della chiesa sulla facciata che si affaccia su piazza Mercato delle Scarpe, in una ancona lignea vi è l'affresco raffigurante la Madonna col Bambino e angeli opera attribuita alla bottega del Bonifacio Bembo del 1520.